# بسته‌بندی فریبنده

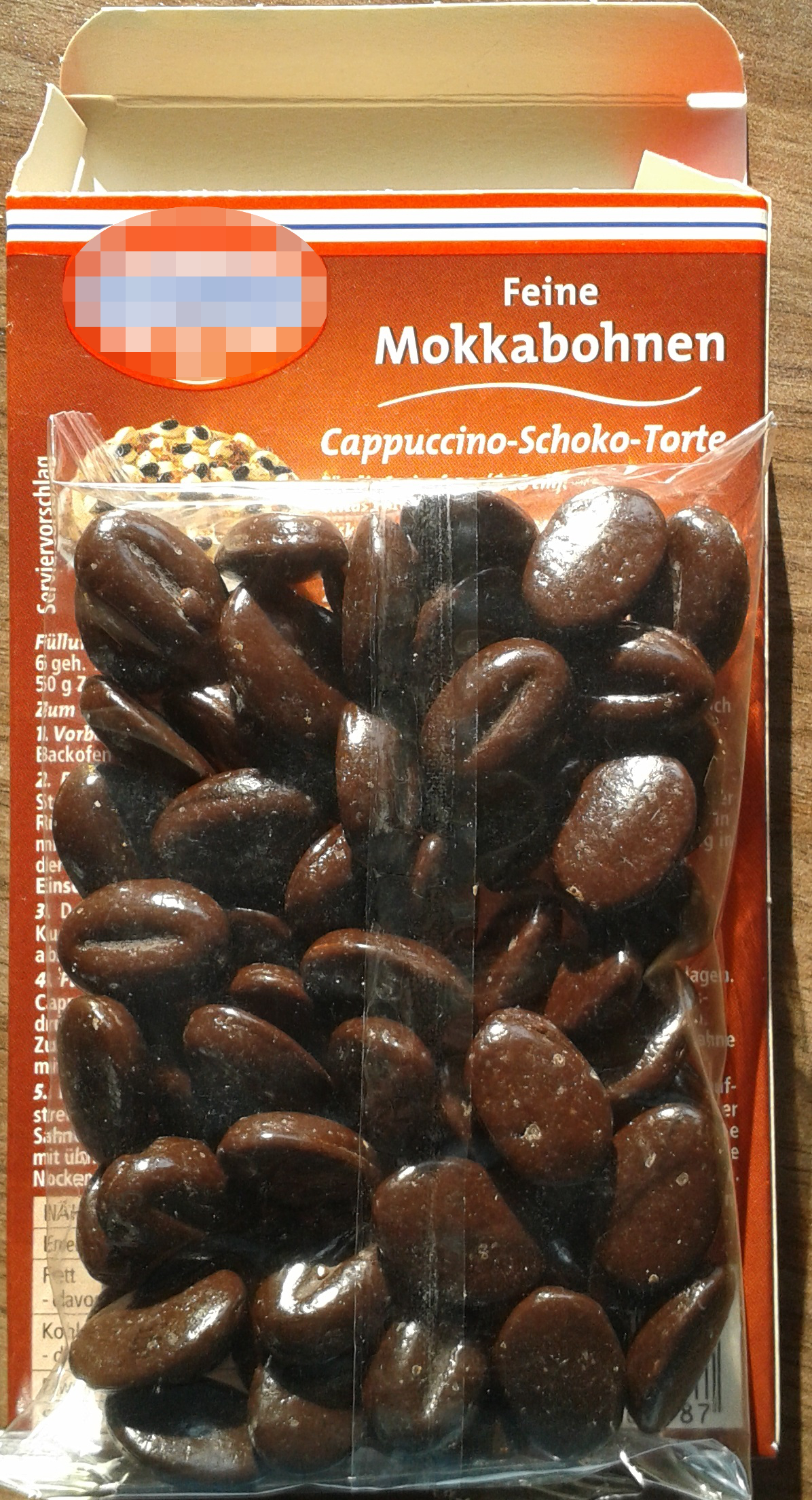
بسته بندی گمراه کننده برای دانه‌های موکا: بسته بندی مقوایی بسیار بزرگ است

یک بسته فریبنده در زبان عامیانه به عنوان بسته‌بندی برای یک محصول مصرفی شناخته می‌شود که مقدار یا ماهیت واقعی محتوا را پنهان می‌کند. در معنای مجازی، این اصطلاح برای محصولی استفاده می‌شود که کمتر یا متفاوت از آنچه به نظر می‌رسد است.

## مبانی قانونی
در بند ۴۳ قانون فدرال آلمان، اندازه‌گیری و کالیبراسیون الزامات پیش بسته بندی را تنظیم می‌کند. بسته‌های پیش‌فرض باید به‌گونه‌ای طراحی و پر شوند که «بزرگ‌تر از آنچه در آن موجود است به نظر نرسند». اگر یک مقدار پرکننده بیشتر جعلی باشد، می‌توان از یک بسته فریبنده صحبت کرد. مقررات پیش بسته شامل جزئیات اندازه‌گیری محتوا است.
به دلایل حمایت از مصرف‌کننده، در صورتی که مقدار پر کردن بسته بندی نهایی مات بیش از %۳۰ از ظرفیت ظرف باشد، بسته بندی مجاز نیست.به عبارت دیگر: اگر بسته بندی حاوی حدود یک سوم هوا باشد. استثنائات این موارد مواردی است که انحراف مربوط به محصول یا از نظر فنی غیرقابل اجتناب باشد.
در این بین، برچسب زدن فریبنده که ماهیت واقعی یک محصول را پنهان می‌کند، برای مصرف‌کننده رایج تر و اغلب جدی تر از بسته بندی فریبنده واقعی است.

## موارد بسته‌های فریبنده
در می ۲۰۱۱، مرکز مشاوره مصرف‌کننده هامبورگ و اداره کالیبراسیون شمال در هامبورگ ۳۰ محصول را مورد بررسی قرار دادند. ۲۳ محصول حاوی بیش از ۳۰٪ هوا در بسته بندی محصول بود. بزرگ‌ترین کلاهبرداری‌ها Take 2 Lolly (90% هوا)، دوست ماهیگیر (۸۸٪، توپ‌های برنج «کاری» از Maggi (75%، استیک ماهی تن از Edeka (65 %)، غلاف قهوه Eduscho Gala شماره ۱ (۶۳٪، آب نبات مریم گلی با ویتامین C از Dallmann &amp; Co. (63%، مینی راه شیری (۶۱٪، M&amp;M's (61% و پنه با کلم بروکلی از Knorr (60%. رسیدگی به تخلفات اداری توسط اداره کالیبراسیون آغاز شد.
انجمن از سال ۲۰۱۳ جایزه منفی «بسته فریبنده ماه» را اعطا کرده‌است. اول و مهم‌تر از همه، افزایش قیمت پنهان آشکار می‌شود که دست به دست هم می‌دهد و با کاهش تعداد بسته‌ها همراه است. در ابتدای سال، مصرف‌کنندگان همچنین می‌توانند به «بسته فریبنده سال» رای دهند. در سال ۲۰۱۴، پوشک Pampers Baby-Dry Procter & Gamble 29.3 بود. درصد آرای مصرف‌کننده تعداد پوشک در هر بسته طی هشت سال پنج بار کاهش یافته‌است، از ۴۷ مورد اولیه به ۳۱ (تا سال ۲۰۱۴). در سال ۲۰۱۵، محصول bebe soft cream از جانسون اند جانسون امتیاز را دریافت کرد. ۳۲٫۶٪ به برنده رای دادند. در سال ۲۰۱۵، مقدار پر کردن در سه اندازه بسته کاهش یافت. با این حال، اندازه قوطی در دو مورد ثابت باقی ماند. علاوه بر این، فنوکسی اتانول نگهدارنده اضافه شده‌است. %۳۸٫۳ رای در سال ۲۰۱۶ برای آب معدنی Evian از Danone Waters. ظرفیت بطری در آوریل ۲۰۱۶ از ۱٫۵ به ۱٫۲۵ لیتر کاهش یافت و در همان زمان قیمت آب معدنی افزایش یافت. در سال ۲۰۱۷، ۳۶٫۵٪ رای دادند برای این واقعیت است که موسلی میوه Vitalis از Dr. اوتکر جایزه منفی را دریافت می‌کند. دکتر به گفته حامیان مصرف‌کننده، Oetker مقدار پرکننده را از ۶۰۰ به ۵۰۰ گرم کاهش داده بود، اما قیمت ثابت باقی ماند. در سال ۲۰۱۸، %۵۸٫۷ رای دادند برای چیپس‌های لورنز اسنک جهان. محتوای قوطی با همین قیمت از ۱۷۰ به ۱۰۰ گرم کاهش یافت. جایزه %۳۶٫۶ در سال ۲۰۱۹ دریافت کرد قیمت منفی به Miracoli از مریخ. دیگر خبری از پنیر در بسته نیست، سس گوجه فرنگی و مخلوط ادویه کمتر است، اما قیمت ثابت مانده‌است. در سال ۲۰۲۰، % ۵۴٫۵ رای دادند برای موسلی میوه از Seitenbacher. مقدار پر کردن از ۱۰۰۰ به ۷۵۰ گرم کاهش یافت، قیمت در همان زمان افزایش یافت. در سال ۲۰۲۱، ۵۰٫۶ تصمیم گرفت % برای سس پاپریکا از هومان فینکوست. ظرفیت از ۵۰۰ به ۴۰۰ میلی لیتر کاهش یافت، در حالی که قیمت افزایش یافت.

## اتریش
هیچ مقررات قابل مقایسه ای در اتریش وجود ندارد. – تولیدکنندگان اساساً آزادند که تصمیم بگیرند در چه مقداری کالاهای خود را عرضه کنند. برای بسیاری از مصرف‌کنندگان، عدم تطابق بین بسته بندی‌های بزرگ و محتوای کوچک یک مشکل آزار دهنده است. در این مورد، بسیاری به انجمن اطلاعات مصرف‌کننده (VKI) مراجعه می‌کنند. VKI به‌طور مرتب نمونه‌هایی از بسته بندی فریبنده را در بخش «چک مواد غذایی» منتشر می‌کند. اتاق کار فورارلبرگ نیز - با کمک مصرف‌کنندگان - به بسته بندی‌های فریبنده می‌پردازد و اطلاعاتی در این زمینه منتشر می‌کند.

## ایالات متحده
در ایالات متحده، بسته بندی فریبنده (به نام slack fill there) موضوع شکایت‌های متعدد و (از سال ۲۰۱۹) فزاینده ای علیه تولیدکنندگان مواد غذایی است که اغلب توسط وکلای متخصص انجام می‌شود. در برخی موارد، این امر توسط دادستان‌های منطقه (دادستان‌های محلی) نیز پیگیری می‌شود، به عنوان مثال در سال ۲۰۱۹، تولیدکنندگان شکلات Ghirardelli و Russell Stover متعلق به Lindt & Sprüngli، ۷۵۰٬۰۰۰ دلار آمریکا را برای بسته بندی «عمدتاً خالی» پرداخت کردند.

## لینک‌های وب
- بزرگ‌ترین بسته‌های فریب: پخش حتی بیشتر با محتوای کم - صفحه با دفتر ثبت نام Kassensturz (پخش تلویزیونی)
- رای دادگاه منطقه ای فرانکفورت آم ماین.
- کلاهبرداری: لیست کلاهبرداری‌های با افزایش قیمت پنهان؛ PDF، ۷٫۱ مگابایت، دسترسی به ۱۹. مارس ۲۰۲۰ (فهرست از مرکز مشاوره مصرف‌کنندگان هامبورگ)